# لوبیشا
لوبیشا (به لاتین: Lubiesza) یک روستا در لهستان است که در گمینا تسرانوو واقع شده‌است.